# HD220846
HD220846 — хімічно пекулярна зоря спектрального класу A5, що має видиму зоряну величину в смузі V приблизно  7,6.
Вона  розташована на відстані близько 537,3 світлових років від Сонця.

## Пекулярний хімічний склад
Зоряна атмосфера HD220846 має підвищений вміст 
Eu
.